# Maria Anna de Bourbon

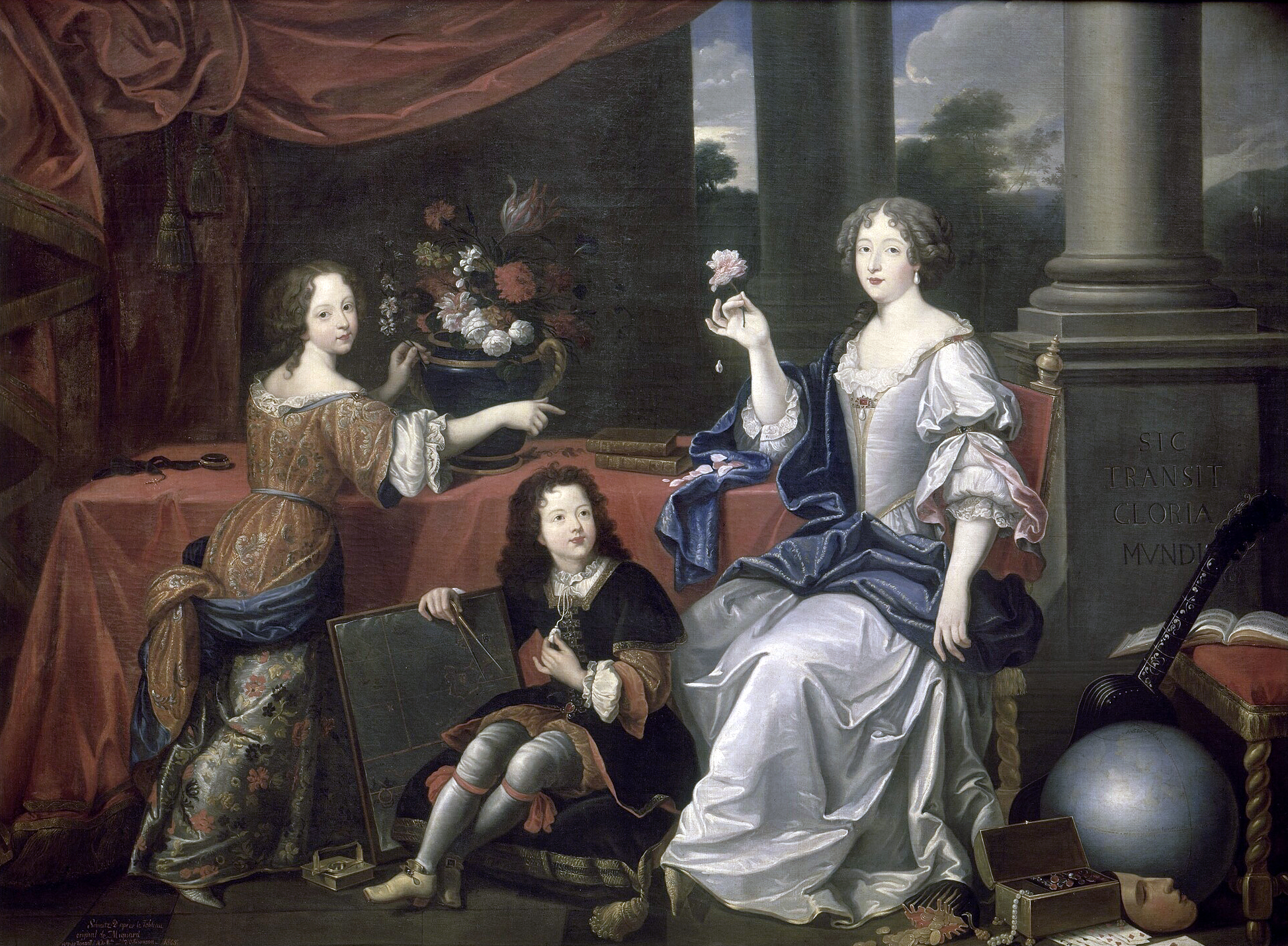
Maria Anna z bratem i matką

Maria Anna de Bourbon, fr. Marie Anne de Bourbon (ur. 2 października 1666, w Vincennes – zm. 3 maja 1739, w Paryżu) – nieślubna córka króla Ludwika XIV Burbona i Ludwiki de la Vallière. Nazywana była Pierwszą Mademoiselle de Blois, przez małżeństwo została księżną Conti.
Jej matka urodziła ją w tajemnicy w podparyskim Château de Vincennes. Jej ojciec uznał ją w maju 1667. W pierwsze urodziny jej matka urodziła kolejne nieślubne dziecko króla. Był to jedyny brat Marii Anny, który przeżył niemowlęctwo i również został uznany przez ojca – Ludwika, hrabiego Vermandois (1667–1683). Maria Anna została ulubienicą króla i uważana była za jego najpiękniejszą córkę. Ludwik XIV zadbał nie tylko o jej byt materialny ale również wysoki status społeczny, nigdy wcześniej niedostępny nieślubnym dzieciom królewskim we Francji. Przed ślubem nosiła tytuł Mademoiselle de Blois, który później przeszedł na jedną z jej przyrodnich sióstr.
16 stycznia 1680, w Saint-Germain-en-Laye poślubiła swojego kuzyna – Ludwika Armanda I, księcia Conti. Było to pierwsze w historii Francji małżeństwo między księciem krwi, a nieślubną córką królewską. Z okazji ślubu Ludwik XIV dał córce milion liwrów. Noc poślubna małżonków okazała się katastrofą i żadne z nich nie chciało już więcej dzielić ze sobą łoża. Trzy lata po ślubie zmarł brat Marii Anny, co bardzo przeżyła. W 1685 Maria zachorowała na ospę, od niej zaś zaraził się Ludwik Armand. Księżna zdołała wyzdrowieć, jej mąż zmarł natomiast po pięciu dniach choroby. Od tego momentu nazywana była księżną-wdową Conti lub Douairière.
W 1710 zmarła matka Marii Anny, która po opuszczeniu dworu królewskiego przeżyła 30 lat w klasztorze karmelitanek. Maria Anna odziedziczyła po matce tytuł księżnej de le Vallière. W 1713 Maria Anna kupiła Hotel de Lorge, na ulicy Saint-Augustin w Paryżu. Mieszkała tam od 1715 roku. W 1716 kupiła Château de Choisy. Obie nieruchomości pozostały w jej posiadaniu do śmierci. W 1718 kupiła jeszcze Château de Champs-sur-Marne, który później przekazała swojemu kuzynowi, Karolowi Franciszkowi de la Baume Le Blanc, markizowi de la Vallière.
Maria Anna nie straciła swojej urody wraz z wiekiem. Była bardzo blisko ze swoim ojcem i przyrodnim bratem Wielkim Delfinem. To ona zapoznała swojego brata z jego przyszłą morganatyczną żoną – Emilią de Choin. Natomiast źle układały się jej stosunki z przyrodnimi siostrami: Ludwiką Franciszką (1673–1743) i Franciszką Marią (1677–1749). Podczas regencji Filipa Orleańskiego, jej szwagra, Maria Anna była odpowiedzialna za edukację młodej narzeczonej króla Ludwika XV. Narzeczoną tą była infantka Marianna Wiktoria Hiszpańska, która przybyła do Francji w 1725 i nazywana była na dworze l'Infante-reine (Królowa-infantka). Do małżeństwa jednak nie doszło i Mariannę Wiktorię odesłano do Hiszpanii, a Ludwik XV poślubił znacznie starszą od siebie Marię Leszczyńską.
Maria Anna zmarła bezdzietnie w 1739, została pochowana w kaplicy Naszej Panny, w kościele Saint Roch w Paryżu. Żyła najdłużej ze wszystkich dzieci Ludwika XIV.

## Rodzeństwo
Rodzone: 
- Charles de Bourbon (1663-1666)
- Philippe de Bourbon (1665-1666)
- Louis de Bourbon, hrabia Vermandois (1667-1683)

Przyrodnie:
- ze związku Ludwika XIV z markizą de Montespan:
  - Louise Françoise de Bourbon (1669-1672)
  - Louis-Auguste de Bourbon, książę Maine (1670-1736)
  - Louis César de Bourbon, hrabia Vexin, opat Saint-Germain-des-Prés (1672-1683)
  - Louise-Françoise de Bourbon, mademoiselle de Nantes (1673-1743)
  - Louise Marie Anne de Bourbon, mademoiselle de Tours (1674-1681)
  - Françoise-Marie de Bourbon, mademoiselle de Blois (1677-1749)
  - Louis-Alexandre de Bourbon, hrabia Tuluzy (1678-1737)

- z małżeństwa Ludwika XIV i Marii Teresy Hiszpańskiej:
  - Louis de France, Wielki Delfin (1661-1711)
  - Marie-Thérèse de France, Petite Madame (1667-1672)
  - Philippe-Charles de France, książę Andegawenii (1668-1671)
  - Louis-François de France (1672)